# A-Junioren-Bundesliga 2010/11
Die A-Junioren-Bundesliga 2010/11 war die achte Saison der 2003 gegründeten A-Junioren-Bundesliga. Sie wurde wie auch die Jahre zuvor in drei Staffeln gespielt. Am Saisonende spielten die drei Staffelsieger sowie der Vizemeister der Staffel Süd um die deutsche Meisterschaft. Das Halbfinale wurde im Hin- und Rückspiel, das Finale in einem Spiel ausgetragen.
Die drei letztplatzierten Mannschaften der drei Staffeln stiegen ab.

## Nord/Nordost
Als Staffelsieger der A-Jugend-Regionalligen Nord und Nordost der Vorsaison nahmen der VfB Oldenburg und Hertha Zehlendorf als direkte Aufsteiger an der A-Junioren-Bundesliga teil. Die Vizemeister beider Staffeln, Eintracht Braunschweig und der 1. FC Magdeburg, spielten in einer Relegation den dritten Aufsteiger aus, wobei schließlich Magdeburg die A-Junioren-Bundesliga erreichte.
| Pl. | Verein                | Sp. | Tore  | Punkte |
| --- | --------------------- | --- | ----- | ------ |
| 01. | VfL Wolfsburg         | 26  | 74:27 | 64     |
| 02. | Werder Bremen         | 26  | 89:45 | 64     |
| 03. | Hannover 96           | 26  | 53:27 | 50     |
| 04. | Hertha BSC            | 26  | 61:46 | 47     |
| 05. | Hansa Rostock (M)     | 26  | 55:31 | 46     |
| 06. | VfL Osnabrück         | 26  | 48:48 | 44     |
| 07. | 1. FC Union Berlin    | 26  | 52:43 | 40     |
| 08. | Hamburger SV          | 26  | 43:43 | 36     |
| 09. | Hallescher FC         | 26  | 42:46 | 32     |
| 10. | Energie Cottbus       | 26  | 35:46 | 31     |
| 11. | Hertha Zehlendorf (N) | 26  | 39:59 | 27     |
| 12. | 1. FC Magdeburg (N)   | 26  | 34:72 | 18     |
| 13. | Holstein Kiel         | 26  | 26:68 | 10     |
| 14. | VfB Oldenburg (N)     | 26  | 23:73 | 09     |

| (M) | Meister der letzten Saison    |
| (N) | Aufsteiger der letzten Saison |

### Torschützenliste
|    |             | Spieler           | Verein            | Tore |
| -- | ----------- | ----------------- | ----------------- | ---- |
| 1. | Deutschland | Gerrit Wegkamp    | VfL Osnabrück     | 20   |
| 2. | Deutschland | Kevin Scheidhauer | VfL Wolfsburg     | 19   |
| 3. | Armenien    | Sargis Adamyan    | Hansa Rostock     | 17   |
| 4. | Deutschland | Omid Saberdest    | Hertha Zehlendorf | 15   |
| 4. | Deutschland | Tim Scheffler     | Hertha BSC        | 15   |

## West
Aus den untergeordneten Ligen stiegen der Bonner SC als Vertreter der A-Jugend-Verbandsliga Mittelrhein, der Wuppertaler SV Borussia als Vertreter der A-Jugend-Verbandsliga Niederrhein und die SpVgg Erkenschwick aus der A-Jugend-Verbandsliga Westfalen in die A-Junioren-Bundesliga auf.
| Pl. | Verein                      | Sp. | Tore  | Punkte |
| --- | --------------------------- | --- | ----- | ------ |
| 01. | Bayer 04 Leverkusen (M)     | 26  | 76:25 | 67     |
| 02. | FC Schalke 04               | 26  | 69:24 | 56     |
| 03. | Borussia Mönchengladbach    | 26  | 54:29 | 49     |
| 04. | 1. FC Köln                  | 26  | 47:43 | 41     |
| 05. | Fortuna Düsseldorf          | 26  | 38:32 | 38     |
| 06. | VfL Bochum                  | 26  | 38:31 | 35     |
| 07. | Bonner SC (N)               | 26  | 34:41 | 33     |
| 08. | Borussia Dortmund           | 26  | 48:63 | 33     |
| 09. | Rot Weiss Ahlen             | 26  | 38:53 | 33     |
| 10. | Wuppertaler SV Borussia (N) | 26  | 30:39 | 32     |
| 11. | MSV Duisburg                | 26  | 45:54 | 31     |
| 12. | Arminia Bielefeld           | 26  | 46:40 | 30     |
| 13. | SG Wattenscheid 09          | 26  | 37:74 | 19     |
| 14. | SpVgg Erkenschwick (N)      | 26  | 22:74 | 10     |

| (M) | Meister der letzten Saison    |
| (N) | Aufsteiger der letzten Saison |

### Torschützenliste
|    |             | Spieler         | Verein                   | Tore |
| -- | ----------- | --------------- | ------------------------ | ---- |
| 1. | Deutschland | Cebio Soukou    | VfL Bochum               | 16   |
| 1. | Deutschland | Tobias Steffen  | Bayer 04 Leverkusen      | 16   |
| 3. | Deutschland | Moritz Göttel   | Borussia Mönchengladbach | 14   |
| 3. | Polen       | Jacub Przybylko | Arminia Bielefeld        | 14   |
| 5. | Deutschland | Maik Goralski   | MSV Duisburg             | 11   |

## Süd/Südwest
Als direkte Aufsteiger aus den untergeordneten Ligen gelangten der FC Augsburg aus der A-Jugend-Bayernliga und der SSV Ulm 1846 aus der A-Jugend-Oberliga Baden-Württemberg in die A-Junioren-Bundesliga. Die Aufstiegs-Aspiranten der A-Jugend-Regionalliga Südwest und der A-Jugend-Oberliga Hessen spielten in einer Relegation den dritten Aufsteiger aus, wobei sich der hessische Verein SV Wehen Wiesbaden gegen den Südwest-Vertreter 1. FC Saarbrücken durchsetzte. Mit 1860 und Bayern war München als einzige Stadt mit zwei Vereinen in der Staffel vertreten.
| Pl. | Verein                 | Sp. | Tore  | Punkte |
| --- | ---------------------- | --- | ----- | ------ |
| 01. | 1. FC Kaiserslautern   | 26  | 55:38 | 55     |
| 02. | TSV 1860 München       | 26  | 45:32 | 54     |
| 03. | SC Freiburg            | 26  | 67:27 | 50     |
| 04. | VfB Stuttgart (M)      | 26  | 58:32 | 48     |
| 05. | 1. FC Nürnberg         | 26  | 69:44 | 48     |
| 06. | 1. FSV Mainz 05        | 26  | 49:36 | 39     |
| 07. | FC Bayern München      | 26  | 40:35 | 37     |
| 08. | Eintracht Frankfurt    | 26  | 34:41 | 34     |
| 09. | TSG 1899 Hoffenheim    | 26  | 51:53 | 33     |
| 10. | SpVgg Greuther Fürth   | 26  | 54:58 | 30     |
| 11. | Karlsruher SC          | 26  | 28:41 | 27     |
| 12. | SSV Ulm 1846 (N)       | 26  | 31:69 | 18     |
| 13. | FC Augsburg (N)        | 26  | 22:58 | 17     |
| 14. | SV Wehen Wiesbaden (N) | 26  | 21:60 | 16     |

| (M) | Meister der letzten Saison    |
| (N) | Aufsteiger der letzten Saison |

### Torschützenliste
|    |             | Spieler          | Verein               | Tore |
| -- | ----------- | ---------------- | -------------------- | ---- |
| 1. | Deutschland | Julian Wießmeier | 1. FC Nürnberg       | 18   |
| 2. | Deutschland | Erik Durm        | 1. FSV Mainz 05      | 16   |
| 3. | Deutschland | Matthias Ginter  | SC Freiburg          | 14   |
| 3. | Turkei      | Oguzhan Tasli    | SC Freiburg          | 14   |
| 5. | Deutschland | Daniel Diroll    | 1. FC Nürnberg       | 13   |
| 5. | Deutschland | Kevin Schwehm    | 1. FC Kaiserslautern | 13   |

## Endrunde um die Deutsche A-Junioren-Meisterschaft 2011

### Halbfinale
|                      | Gesamt |               | Hinspiel (8.6.2011) | Rückspiel (12.6.2011) |
| -------------------- | ------ | ------------- | ------------------- | --------------------- |
| Bayer 04 Leverkusen  | 2:7    | VfL Wolfsburg | 0:2 (0:1)           | 2:5 (3:1)             |
| 1. FC Kaiserslautern | 2:1    | 1860 München  | 0:1 (0:1)           | 2:0 (1:0)             |

### Finale
| Paarung              | VfL Wolfsburg – 1. FC Kaiserslautern |
| Ergebnis             | 4:2 (1:0) |
| Datum                | Sonntag, 19. Juni 2011 um 11:05 Uhr |
| Stadion              | VfL-Stadion am Elsterweg, Wolfsburg |
| Zuschauer            | 7150 |
| Schiedsrichter       | Robert Hartmann (Wangen im Allgäu) |
| Tore                 | 1:0 Kevin Scheidhauer (11.) 2:0 Kevin Scheidhauer (55.) 2:1 Nils Rattke (59.) 3:1 Kevin Scheidhauer (72.) 3:2 Jan-Lucas Dorow (73.) 4:2 Akaki Gogia (78.)                                                                                                |
| VfL Wolfsburg        | Marius Sauss – Kevin Schulze, Aaron Berzel, Michael Thielke, Florian Hartherz – David Chamorro, Robin Knoche – Akaki Gogia (89. Nils Winter), Tolga Ciğerci, Maximilian Arnold (84. Giovanni Millemaci) – Kevin Scheidhauer Cheftrainer: Stephan Schmidt |
| 1. FC Kaiserslautern | Chris Keilmann – Sebastian Lindner, Willi Orban, Dominique Heintz, Jean Zimmer – Nils Rattke, Philipp Klement – Sascha Simon (63. Jan-Lucas Dorow), Nico Pfrengle – Kevin Schwehm – Julian Derstroff Cheftrainer: Gunther Metz                           |
| Gelbe Karten         | Kevin Schulze, Akaki Gogia – Julian Derstroff |